# Blohm & Voss Ha 135
Il Blohm & Voss Ha 135 era un monomotore biplano da addestramento sviluppato dall'azienda tedesca Hamburger Flugzeugbau, divisione aeronautica della Blohm & Voss, nei primi anni trenta e rimasto allo stadio di prototipo.
Destinato al mercato dell'aviazione generale per la formazione dei nuovi piloti civili venne realizzato in soli sei esemplari non riuscendo a superare la concorrenza dei contemporanei Focke-Wulf Fw 44 ed Heinkel He 72.

## Descrizione tecnica
L'Ha 135 era un velivolo realizzato in tecnica mista che riproponeva lo schema classico, per il periodo, dei modelli destinati alla formazione di primo livello: monomotore biposto con velatura biplana e carrello fisso.
La fusoliera, a sezione ovale e realizzata con struttura in tubi in acciaio saldati ricoperta da pannelli di legno tranne nella parte anteriore, era caratterizzata dai due abitacoli separati posizionati in tandem e destinati all'istruttore ed all'allievo pilota. La parte anteriore che integrava il castello tubolare di supporto del motore aeronautico era invece ricoperta da pannelli in lega leggera. Posteriormente terminava in un impennaggio classico monoderiva caratterizzato dalle generose dimensioni sia dell'elemento verticale che dei piani orizzontali, questi ultimi controventati da una coppia, uno superiore ed uno inferiore, di montanti diagonali per lato.
La configurazione alare era biplana con ali dalla medesima apertura, la superiore montata alta a parasole collegata alla parte superiore della fusoliera tramite un castello tubolare ed all'ala inferiore, montata bassa sulla fusoliera, tramite una coppia di montanti per lato ed entrambe dotate di alettoni.
Il carrello d'atterraggio era un semplice biciclo anteriore con gambe di forza ammortizzate ed indipendenti, integrato posteriormente da un ruotino di appoggio.
La propulsione era affidata ad un motore Siemens-Halske Sh 14 A, un radiale a 7 cilindri disposti su un'unica stella e raffreddato ad aria in grado di erogare una potenza pari a 160 PS (118 kW), posizionato sull'estremità anteriore della fusoliera ed abbinato ad un'elica bipala dotata di protezione ogivale sul mozzo.